# Selenops baweka
Selenops baweka is een spinnensoort in de taxonomische indeling van de Selenopidae.
De spin komt voor in de Turks- en Caicoseilanden.
Het dier behoort tot het geslacht Selenops. De wetenschappelijke naam van de soort werd voor het eerst geldig gepubliceerd in 2011 door Sarah C. Crews.